# Championnat de Pologne féminin de basket-ball
Le championnat de Pologne de basket-ball féminin est une compétition de basket-ball qui représente en Pologne le sommet de la hiérarchie du basket-ball féminin. Le championnat de Pologne de basket-ball existe depuis 1929.

## Historique
À sa professionnalisation en 2001, la ligue portait le nom de Sharp Torell Basket Liga, puis celui de Torell Basket Liga, et, à partir de 2006, celui de Ford Germaz Basket Liga puis Ford Germaz Ekstraklasa. Devenue Basket Liga Kobiet avec la perte de son sponsor, la ligue est appelée depuis 2014 Tauron Basket Liga Kobiet, du nom de l'entreprise Tauron Polska Energia.
Néanmoins la dénomination sociale est celle de Polska Liga Koszykówki Kobiet.

## Palmarès

### Saison par saison
- 1929 : Cracovia
- 1930 : AZS Varsovie
- 1931 : AZS Varsovie
- 1932 : IKP Łódź
- 1933 : IKP Łódź
- 1934 : Polonia Varsovie
- 1935 : non disputé
- 1936 : Polonia Varsovie
- 1937 : AZS Varsovie
- 1938 : AZS Varsovie
- 1939 : IKP Łódź
- 1946 : TUR Łódź
- 1947 : AZS Varsovie
- 1948 : Spójnia Varsovie
- 1949 : Spójnia Varsovie
- 1950 : AZS Varsovie
- 1951 : Spójnia Varsovie
- 1952 : Spójnia Varsovie
- 1953 : AZS Varsovie
- 1954 : AZS Varsovie
- 1955 : AZS Varsovie
- 1956 : AZS Varsovie
- 1957 : Lech Poznań
- 1958 : AZS Varsovie
- 1959 : Wawel Cracovie
- 1960 : AZS Varsovie
- 1961 : AZS Varsovie
- 1962 : AZS Varsovie
- 1963 : Wisła Cracovie
- 1964 : Wisła Cracovie
- 1965 : Wisła Cracovie
- 1966 : Wisła Cracovie
- 1967 : ŁKS Łódź
- 1968 : Wisła Cracovie
- 1969 : Wisła Cracovie
- 1970 : Wisła Cracovie
- 1971 : Wisła Cracovie
- 1972 : ŁKS Łódź
- 1973 : ŁKS Łódź
- 1974 : ŁKS Łódź
- 1975 : Wisła Cracovie
- 1976 : Wisła Cracovie
- 1977 : Wisła Cracovie
- 1978 : AZS Poznań
- 1979 : Wisła Cracovie
- 1980 : Wisła Cracovie
- 1981 : Wisła Cracovie
- 1982 : ŁKS Łódź
- 1983 : ŁKS Łódź
- 1984 : Wisła Cracovie
- 1985 : Wisła Cracovie
- 1986 : ŁKS Łódź
- 1987 : Ślęza Wrocław
- 1988 : Wisła Cracovie
- 1989 : Włókniarz Pabianice
- 1990 : Włókniarz Pabianice
- 1991 : Włókniarz Pabianice
- 1992 : Włókniarz Pabianice
- 1993 : Olimpia Poznań
- 1994 : Olimpia Poznań
- 1995 : ŁKS Łódź
- 1996 : Warta Gdynia
- 1997 : ŁKS Łódź
- 1998 : Fota Porta Gdynia
- 1999 : Fota Porta Gdynia
- 2000 : VBW Clima Gdynia
- 2001 : VBW Clima Gdynia
- 2002 : Lotos VBW Clima Gdynia
- 2003 : Lotos Gdynia
- 2004 : Lotos Gdynia
- 2005 : Lotos Clima Gdynia
- 2006 : Wisła Cracovie
- 2007 : Wisła Cracovie
- 2008 : Wisła Cracovie
- 2009 : Lotos Gdynia
- 2010 : Lotos Gdynia
- 2011 : Wisła Cracovie
- 2012 : Wisła Cracovie
- 2013 : CCC Polkowice
- 2014 : Wisła Cracovie[1]
- 2015 : Wisła Cracovie
- 2016 : Wisła Cracovie
- 2017 : Ślęza Wrocław
- 2018 : CCC Polkowice
- 2019 : CCC Polkowice
- 2020 : Arka Gdynia
- 2021 : Arka Gdynia

### Bilan
| Titres | Club                | Année(s) |
| ------ | ------------------- | --- |
| 25     | Wisła Cracovie      | 1963, 1964, 1965, 1966, 1968, 1969, 1970, 1971, 1975, 1976, 1977, 1979, 1980, 1981, 1984, 1985, 1988, 2006, 2007, 2008, 2011, 2012, 2014, 2015 |
| 14     | AZS Varsovie        | 1930, 1931, 1937, 1938, 1947, 1950, 1953, 1954, 1955, 1956, 1958, 1960, 1961, 1962                                                             |
| 13     | Arka Gdynia         | 1996, 1998, 1999, 2000, 2001, 2002, 2003, 2004, 2005, 2009, 2010, 2020, 2021                                                                   |
| 9      | ŁKS Łódź            | 1967, 1972, 1973, 1974, 1982, 1983, 1986, 1995, 1997                                                                                           |
| 4      | Włókniarz Pabianice | 1989, 1990, 1991, 1992 |
| 4      | Spójnia Varsovie    | 1948, 1949, 1951, 1952 |
| 3      | CCC Polkowice       | 2013, 2018, 2019 |
| 3      | IKP Łódź            | 1932, 1933, 1939 |
| 2      | Ślęza Wrocław       | 1987, 2017 |
| 2      | Olimpia Poznań      | 1993, 1994 |
| 2      | Polonia Varsovie    | 1934, 1936 |
| 1      | AZS Poznań          | 1978 |
| 1      | Wawel Cracovie      | 1959 |
| 1      | Lech Poznań         | 1957 |
| 1      | TUR Łódź            | 1946 |
| 1      | Cracovia            | 1929 |